# Campiglossa propria
Campiglossa propria este o specie de muște din genul Campiglossa, familia Tephritidae. A fost descrisă pentru prima dată de Chen în anul 1938. Conform Catalogue of Life specia Campiglossa propria nu are subspecii cunoscute.